# Irie Toru
Toru Irie (sinh ngày 8 tháng 7 năm 1977) là một cầu thủ bóng đá người Nhật Bản.

## Sự nghiệp câu lạc bộ
Toru Irie đã từng chơi cho Kashiwa Reysol, Vissel Kobe và Gamba Osaka.